# 李天岩
李天岩（1945年6月—2020年6月25日），臺裔美籍數學家，湖南人，生於福建省沙縣，密西根州立大學杰出數學教授。

## 生平
1968年成為國立清華大學數學系第一屆畢業生。1974年在馬里蘭大學取得博士學位，指導教授為詹姆士·約克。
他和詹姆士·约克合寫的論文《週期三則混沌》（Period Three Implies Chaos），是混沌動力系統的重要論文。這個研究結果是沙可夫斯基定理的特殊情況。
他对乌伦（Stanislaw Ulam） 猜想的证明是動力系統不变测度计算研究之奠基性工作。
他又和R.B. Kellogg、約克發明了一個找布勞威爾（L. E. J. Brouwer）不動點的思想和数值方法，开辟了现代同伦延拓算法研究的新天地；他和他的合作者们以及学生们关于代数特征值问题以及一般多变量多项式系统同伦方法之广泛、深入研究，为他赢得此领域世界领袖人物之一之称号。

## 获奖和荣誉
- Guggenheim Fellowship（英语：Guggenheim Fellowship） (1995)
- Distinguished Faculty Award, College of Natural Science, Michigan State University, 1996
- Distinguished Faculty Award, Michigan State University, 1996
- J.S.Frame Teaching Award, 1996
- University Distinguished Professor, Michigan State University, 1998
- Distinguished Alumni, College of Sciences, Tsing Hua University, Taiwan, 2002
- Outstanding Academic Advisor Award, College of Natural Science, Michigan State University, 2006

## 外部連結
- 網站 （页面存档备份，存于）
- Episte Math內李天岩的文章 （页面存档备份，存于）
- 李天岩 （页面存档备份，存于），丁玖，中国数学家传
- 在逆境中拚搏的理學院傑出校友- - 李天岩學長[永久]，林文伟， 清華大學校友通訊，2002
- 回首來時路，李天岩（在2005年底及2006年底兩次於清華大學講演）